# Rensjön, Dalarna
Rensjön är en sjö i Älvdalens kommun i Dalarna och ingår i Dalälvens huvudavrinningsområde. Sjön har en area på 0,319 kvadratkilometer och ligger 750,3 meter över havet.

## Delavrinningsområde
Rensjön ingår i det delavrinningsområde (689892-133632) som SMHI kallar för Utloppet av Rensjön. Medelhöjden är 763 meter över havet och ytan är 1,76 kvadratkilometer. Det finns inga avrinningsområden uppströms utan avrinningsområdet är högsta punkten. Vattendraget som avvattnar avrinningsområdet har biflödesordning 4, vilket innebär att vattnet flödar genom totalt 4 vattendrag innan det når havet efter 510 kilometer. Avrinningsområdet består mestadels av skog (60 procent) och sankmarker (13 procent). Avrinningsområdet har 0,32 kvadratkilometer vattenytor vilket ger det en sjöprocent på 18 procent.